# Mangora apaporis
Mangora apaporis là một loài nhện trong họ Araneidae.
Loài này thuộc chi Mangora. Mangora apaporis được Herbert Walter Levi miêu tả năm 2007.